# Ласке

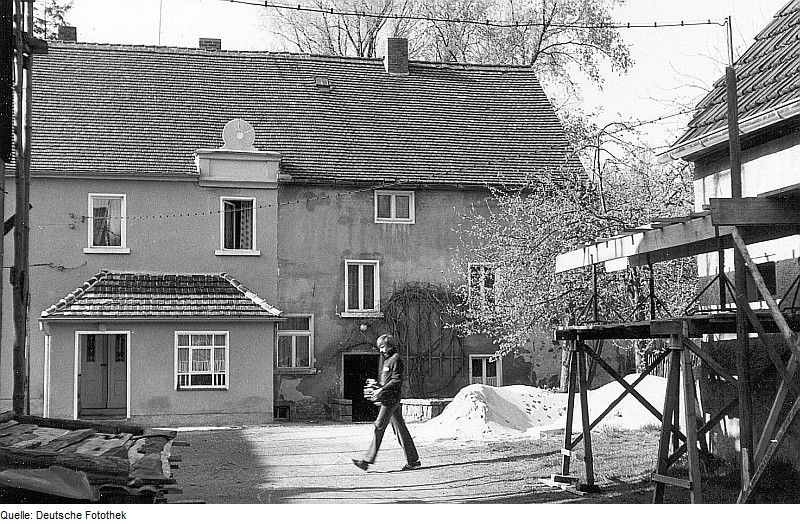
Фотография 1980-го года

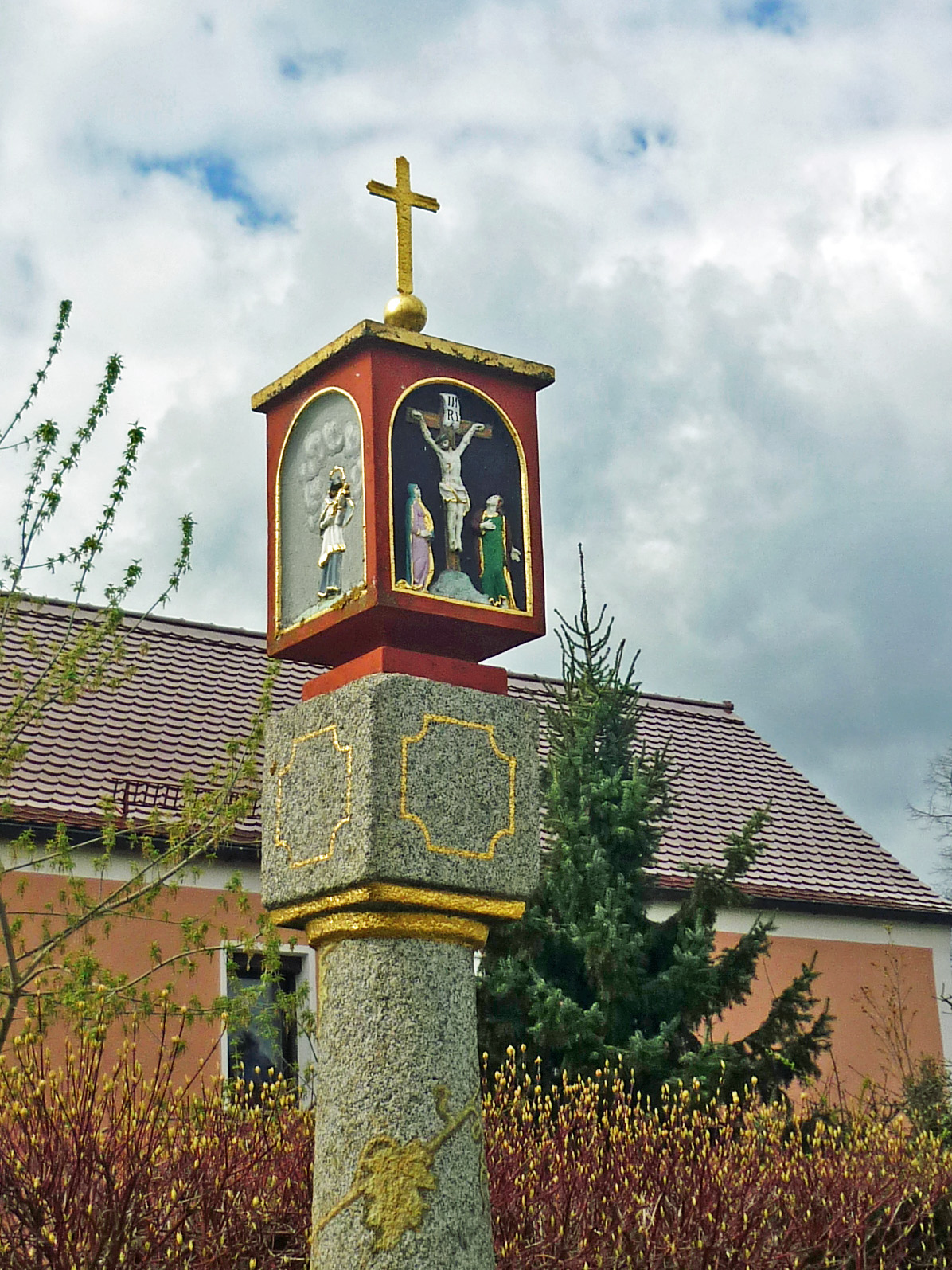

Ла́ске или Лазк (нем. Laske; в.-луж. Łazkо файле) — деревня в Верхней Лужице, Германия. Входит в состав коммуны Ральбиц-Розенталь района Баутцен в земле Саксония. Подчиняется административному округу Дрезден.

## География
Деревня находится примерно в десяти километрах к востоку от Каменца и в 20 километрах от Будишина в пойме реки Клостервассер, на её левом берегу.
На севере деревня граничит с деревней Шунов, на востоке — с Ральбицами, на юге — с деревней Рожант и на западе — с деревней Смерджаца.

## История
Впервые деревня упоминается в 1417 году как Ласке (Laske). В исторических документах встречаются другие варианты наименования деревни: Lašská (1538) и Loßke (1721).
С 1616 года деревня находилась в собственности монастыря Мариенштерн.
До 1957 года деревня имела статус самостоятельной коммуны, потом входила в состав коммуны Смердзаца и в 1974 году вошла в состав коммуны Ральбиц-Розенталь).
В настоящее время деревня входит в состав культурно-территориальной автономии «Лужицкая поселенческая область», на территории которой действуют законодательные акты земель Саксонии и Бранденбурга, содействующие сохранению лужицких языков и культуры лужичан.

## Население
Согласно статистическому сочинению «Dodawki k statisticy a etnografiji łužickich Serbow» Арношта Муки в Лазке в 1884 году проживало 74 человека (все без исключения — лужичане).
Лужицкий демограф Арношт Черник в своём сочинении «Die Entwicklung der sorbischen Bevölkerung» пишет, что в 1956 году лужицкие сербы составляли 89 % от общей численности населения села.
Наибольшая численность была в 1993 году (93 человека). На 31 декабря 2015 численность населения составляла 76 человек.
Официальным языком в населённом пункте, помимо немецкого, является верхнелужицкий язык.
| 1900 | 1993 | 2000 | 2001 | 2002 | 2005 | 2010 | 2015 |
| ---- | ---- | ---- | ---- | ---- | ---- | ---- | ---- |
| 70   | 93   | 80   | 81   | 78   | 85   | 73   | 76   |

## Достопримечательности
- Барочный чумной столб на деревенской площади[8].

## Известные жители и уроженцы
- Фриц Трёгер (1894—1978) — дрезденский художник. Написал несколько картин, изображающих деревню.